# Auguste-Joseph Baude de la Vieuville
Pour les articles homonymes, voir Baude et La Vieuville (homonymie).
Auguste-Joseph Baude de la Vieuville, né le 11 septembre 1760 à Châteauneuf-d'Ille-et-Vilaine et mort le 26 avril 1835 dans la même ville, est un militaire, administrateur et homme politique français du XIXe siècle, député d'Ille-et-Vilaine et pair de France.

## Biographie
Auguste-Joseph est le fils d'Étienne-Auguste Baude (1713-† guillotiné à Rennes le 4 mai 1795), seigneur puis marquis de la Vieuville et de Châteauneuf, colonel d'infanterie, ancien capitaine au régiment des gardes-françaises, chevalier de l'ordre royal et militaire de Saint-Louis, et de dame Françoise-Joséphine Butler du Lude. Son frère est Henri Baude de La Vieuville, et leur sœur Élisabeth-Françoise Baude de La Vieuville, marquise de Talhouët, est la mère d'Auguste-Frédéric de Talhouët. Entré en 1773 au service du Roi comme page de Louis XV, il passe ensuite au régiment des Gardes françaises dont il est colonel en 1789,. 
Resté fidèle au Roi, il émigre en 1791, sert dans l'armée des Princes et lève une compagnie de gentilshommes bretons, la « compagnie de la Vieuville ». Après la dissolution de cette armée, il s'installe en Angleterre.
Rentré en France après le coup d'État du 18 Fructidor, il se rallie à celui du 18 Brumaire. Président du canton à partir de 1800, il assiste au sacre de Napoléon où celui-ci le remarque et en fait son chambellan. Conseiller général de la Meurthe, il est nommé le 30 novembre 1810 préfet du département de la Stura. Le 12 mars 1813, il est nommé à la préfecture du Haut-Rhin, et conserve cette préfecture pendant la Première Restauration.
Il ne participe pas aux Cent-Jours et retrouve dès le 14 juillet 1815 une préfecture, celle de l'Allier. Nommé le 15 mai 1816 préfet de la Somme, il refuse en 1820 sa nomination à la préfecture de la Charente-Maritime pour se consacrer à une carrière politique.
Auguste-Joseph Baude de la Vieuville est élu le 13 novembre 1820 député d'Ille-et-Vilaine, puis réélu en 1822 et en 1824. Appelé à la chambre des pairs le 5 novembre 1827, il en est exclu après la révolution de juillet 1830,.
Marié à Louise du Chaylard, il est le beau-père de Paul Frotier de Bagneux, le grand-père d'Alfred de Gouy d'Arsy et de Gaston de Galliffet.

## Distinctions
Le 30 juin 1811, Auguste-Joseph Baude de la Vieuville est fait membre de la Légion d'honneur puis promu officier le 29 décembre 1813.
Le 12 février 1812, le préfet Baude de la Vieuville est fait comte de l'Empire.